# Rêveuse Jeunesse

Rêveuse Jeunesse est un téléfilm français réalisé par Nadine Trintignant diffusé en 1994.

## Synopsis
C'est l'histoire de quatre ados qui se connaissent en fac, juste avant que la guerre éclate. L'une d'entre eux (Marie, juive) était amoureuse d'un autre, devenu soldat dans l'armée allemande. Ramona et Georges sont Français, Brigitte et Hans sont Allemands. Ils ont 20 ans en 1935 et se sont rencontrés aux Beaux-Arts à Paris. Ils forment un harmonieux quatuor, uni par des liens d'amitié et d'amour.
La guerre éclate et les quatre vont prendre des directions opposées…

## Fiche technique
- Réalisation : Nadine Trintignant
- Scénario : Nadine Trintignant
- Durée : 90 minutes
- Première diffusion : 7 mai 1994

## Distribution
- Marie Trintignant : Ramona
- Emmanuel Salinger : Georges
- Chiara Mastroianni : Brigitte
- Burkhard Heyl : Hans
- Paul Cluzet : Roman bébé
- Roman Kolinka : Roman à 7 ans
- Myriam Boyer : la mère de Georges
- Rüdiger Vogler : Valden
- Dominic Gould : un pilote anglais
- Paul Mark Elliott : un pilote anglais
- Delphine Haulon : une Anglaise
- Serge Marquand : le curé
- Jean-Pierre Leclerc : le trafiquant
- Christine Furlan : la serveuse
- Eugène Berthier
- Jean Bouchard
- Jacques Brunet
- Sandy Carbila
- Annick Christiaens
- Aurelien Drach
- Danielle Durou
- Jenny Ferreux
- Florent Hiliou
- Marion Jacquin
- Jean-Baptiste Martin
- Paul Paoli
- Anne-Marie Perrier
- Bernard Perrier
- Jean-Louis Trintignant : récitant (texte de Paul Éluard)
- Joachim Van Norden